# クイーン&スリム
『クイーン&スリム』（原題: Queen & Slim）は2019年に公開されたアメリカ合衆国のドラマ映画である。監督はメリーナ・マツーカス、主演はダニエル・カルーヤとジョディ・ターナー＝スミスが務めた。本作はマツーカスの映画監督デビュー作でもある。
本作は日本国内で劇場公開されなかったが、ビデオスルーとしてNBCユニバーサル・エンターテイメントジャパンが2021年7月21日にデジタルセル先行配信開始、同年8月4日にBlu-ray & DVDが発売される予定。

## 概略
アンジェラ・ジョンソン（クイーン）は犯罪者の弁護を専門にする弁護士だった。そんなある日、彼女の弁護も虚しく、依頼人が死刑判決を受けてしまった。クイーンは気分転換を図るために、Tinderで知り合った男、スリムとデートすることにした。しかし、クイーンとスリムの会話はどうにも弾まず、ぎこちない雰囲気のまま2人は帰路についた。
道中、スリムがウィンカーを出し忘れたため、警官に車を止めるよう求められた。スリムは警官に協力的な姿勢を取ったが、クイーンは「この程度のことで車内を捜索するのは不法行為だ」と抗議した。スリムが警官に「外は寒いので、手早く捜査して欲しいのですが」と言ったところ、警官は苛立ち、スリムに拳銃を突き付けてきた。クイーンは警官の暴挙をスマートフォンで録画しようとしたが、それに気付いた警官は彼女に向かって発砲した。クイーンを守るべく、スリムは警官に向かってタックルし、揉み合いとなった。その末にスリムは警官を撃ち殺してしまった。
2人は「自首したところで終身刑になるだけだ」と考え、国外へ逃亡すべく南へと向かった。他者の手も借りてフロリダまでたどり着いた2人だったが、あと一歩のところで警官隊に包囲され、無抵抗のまま射殺されてしまった。この一件はSNS上で大きな注目を集めることになり、クイーンとスリムは人種差別に立ち向かった英雄として称賛されるのだった。

## キャスト
※括弧内は日本語吹替。
- ダニエル・カルーヤ - アーネスト・ハインズ（スリム）（三宅健太）
- ジョディ・ターナー＝スミス - アンジェラ・ジョンソン（クイーン）（白石涼子）
- ボキーム・ウッドバイン - アールおじさん（楠大典）
- クロエ・セヴィニー - ミセス・シェパード（進藤尚美）
- フリー - ミスター・シェパード（志村知幸）
- スタージル・シンプソン - リード
- ベニート・マルティネス - エドガー保安官（広瀬彰勇）
- インディア・ムーア - 女神（れいみ）
- ジャヒ・ディアロ・ウィンストン - ジュニア（野津山幸宏）
- メラニー・ハーフケニー - ナオミ

## 製作
2018年7月19日、ダニエル・カルーヤが本作に出演することになったと報じられた。11月8日、ジョディ・ターナー＝スミスの起用が発表された。2019年1月、本作の主要撮影が始まった。11月15日、本作のサウンドトラックが発売された。

## 公開・マーケティング
2019年7月31日、本作のファースト・トレイラーが公開された。9月12日、本作のセカンド・トレイラーが公開された。11月14日、本作はAFIフェストでプレミア上映された。

## 興行収入
本作は『ナイブズ・アウト/名探偵と刃の館の秘密』と同じ週に封切られ、サンクスギビングデーの週末5日間で1200万ドルから1700万ドルを稼ぎ出すと予想されていたが、この予想は的中した。2019年11月27日、本作は全米1690館で公開され、公開初週末に1189万ドルを稼ぎ出し（5日間では1600万ドル）、週末興行収入ランキング初登場4位となった。

## 評価
本作は批評家から好意的に評価されている。映画批評集積サイトのRotten Tomatoesには113件のレビューがあり、批評家支持率は83%、平均点は10点満点で7.51点となっている。サイト側による批評家の見解の要約は「スタイリッシュかつ啓発的で、パワフルな作品である。『クイーン&スリム』は観客の心を掴む逃亡劇を展開しており、そこでは現代社会が抱える問題が深く掘り下げられている。」となっている。また、Metacriticには34件のレビューがあり、加重平均値は74/100となっている。なお、本作のCinemaScoreはA-となっている。